# Abydosfahrt

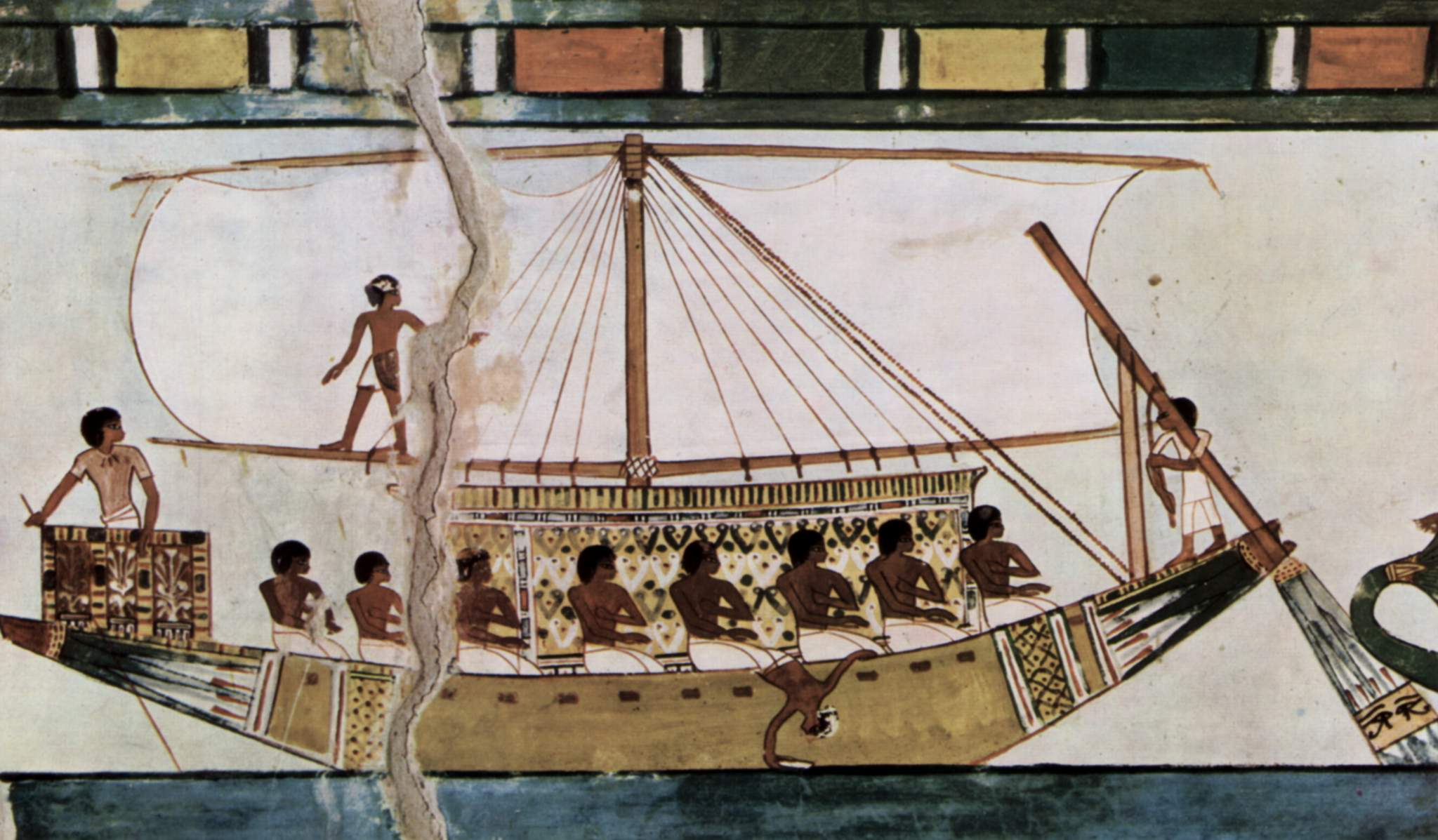
Wallfahrt nach Abydos im Grab des Menna (TT69).

Die Abydosfahrt ist eine der letzten Stationen beim altägyptischen Bestattungsritual. Es handelt sich hierbei um eine rituelle Bootsfahrt der Mumie oder Statue eines Verstorbenen mit Ruder- oder Segelbooten zur Nekropole von Abydos bzw. zu einem Kultort innerhalb der Nekropole, in der die Bestattung erfolgen soll.

## Details der Fahrt
Die Fahrt ist zweigeteilt, nämlich die Hinfahrt nach Abydos und die Rückfahrt zur Nekropole. Dabei wird das Schiff mit der Mumie oder der Statue des Verstorbenen in der Regel von mehreren Reiseschiffen begleitet.  Die Darstellungen sind aber nicht einheitlich. Als Beischriften liest man in der Regel „Zu Schiff stromaufwärts fahren“ für die Hinreise und „Zu Schiff stromabwärts fahren“ für die Rückreise.

## Mythologischer Hintergrund
Der mythologische Hintergrund ist der Osirismythos bzw. der Glaube an ein Leben nach dem Tod. Das Weiterleben gelingt dem Verstorbenen, indem er dem Osiris gleich an einer Fahrt nach Abydos teilnimmt. Abydos wird offensichtlich aber erst zum Ende des Alten Reichs Ziel der Reise, vordem ist meist ein allgemeiner angegebener Ort wie Binsengefilde genannt.

## Darstellungsorte
Die Abydosfahrt wird in vielen Privatgräbern seit dem Mittleren Reich dargestellt, so z. B. in Beni Hasan (Gräber des Amenemhet und des Chnumhotep) und in Theben-West.

## Ähnliche Darstellungen
In den Grabdarstellungen gibt es eine zweite Form der Boots- oder Schiffsprozession, nämlich die zum Reinigungszelt. Hier wird der jüngst Verstorbene zu Beginn der Prozession über den Nil zu dessen Westufer gebracht, um im Reinigungszelt verklärt und gewaschen zu werden. Erst danach erfolgt die Balsamierung. Die Unterscheidung beider Prozessionsformen kann nur den Beschriftungen entnommen werden, wenn die zu transportierende Mumie oder Statue nicht erkannt werden kann.